# Attentat du métro Parsons Green
L'attentat de Londres du 15 septembre 2017 est provoqué par l'explosion d'une bombe artisanale à la station Parsons Green du métro londonien,,. Trente personnes ont été soignées à l'hôpital ou dans un centre de soins d'urgence, principalement pour des brûlures. 
La police a arrêté le lendemain le principal suspect, un demandeur d'asile irakien de 18 ans, Ahmed Hassan. L'attentat a été classé par Europol comme un cas de terrorisme islamiste.

## Contexte
Cet acte terroriste est le cinquième qui a frappé le Royaume-Uni en moins de six mois, depuis le 22 mars 2017, après trois à Londres et un à Manchester.

## Déroulement
Une explosion s’est produite à la station de Parsons Green le 15 septembre 2017 vers 8 h 20 (9 h 20, heure de Paris). Le gouvernement convoque une réunion d’urgence via le dispositif COBRA.

## Enquête
L'explosion est traitée comme un acte terroriste. Une centaine de détectives se sont mis rapidement à chercher un ou des suspects à travers une chasse à l'homme. Cette enquête est supervisée avec le soutien du Service de sûreté, le MI5.
Sur les lieux de l'attaque, l'engin explosif a été retrouvé avec un minuteur. Selon Theresa May, « l'engin explosif était destiné à faire d'énormes dégâts ».

## Profil de l'assailant
L'assailant de l'attaque est identifié plus tard comme Ahmed Hassan, un réfugié orphelin irakien de 18 ans, qui était arrivé illégalement au Royaume-Uni via la jungle de Calais en octobre 2015. Il habitait avec les parents adoptifs à Sunbury-on-Thames dans le Surrey. Il est arrêté à Douvres le 16 septembre 2017. 
Le procès au Old Bailey commence le 5 mars 2018. Le 23 mars, Hassan est reconnu coupable de tentatives de meurtre, et condamné à la peine de prison à perpétuité,. Ahmed Hassan a déclaré qu'il avait été en contact avec l'État islamique et qu'il avait été entraîné à tuer. Il a également déclaré qu'il a accusé le Royaume-Uni de la mort de son père en Irak, qu'il avait été contraint de suivre une formation par l'EI avec environ 1 000 autres jeunes et qu'il avait craint que des membres de sa famille ne soient tués s'il avait tenté de résister.

## Bilan
Selon le National Health Service du Royaume-Uni, le bilan provisoire fait état de vingt-neuf blessés.  Le service d'ambulance de Londres indique avoir transporté dix-neuf patients à différents hôpitaux. Les dix autres se sont rendus eux-mêmes aux urgences.

## Réactions
- Royaume-Uni : « Mes pensées vont à ceux qui ont été blessés à Parsons Green et services de secours qui ont courageusement fait face à cet acte terroriste », a tweeté le compte officiel de la Première ministre britannique[12].
- États-Unis : sur Twitter, Donald Trump qualifie de « losers » (en français : minables, ratés) les terroristes qui ont perpétré l'attaque de Londres, ainsi que de « malades » et de « déments »[13].
- Turquie : via un communiqué de presse, le Ministère turc des Affaires étrangères condamne l'attaque et se réjouit « qu’aucune perte de vie ne s'est produite »[14].

## Conséquences
Scotland Yard déclare que des effectifs policiers supplémentaires seraient déployés dans le réseau de transport en commun de Londres.

## Revendication
Le groupe terroriste État islamique revendique l'attaque le soir même, via son agence de presse et organe de propagande Amaq.